# Мішелл Броґан
Мішелл Броґан (англ. Michelle Brogan, 8 лютого 1973) — австралійська баскетболістка.
Срібна призерка Олімпійських Ігор 2000 року, бронзова призерка 1996 року.
Бронзова призерка Чемпіонату світу 1998, 2002 років.
Переможниця юнацького чемпіонату світу (U-19) 1993 року.